# Лун (река)
Лун (енгл. River Lune) је река у Уједињеном Краљевству, у Енглеској. Дуга је 71 km. Улива се у Ирско море. 